# Astrodaucus
Astrodaucus es un género de plantas herbáceas perteneciente a la familia de las apiáceas.  Comprende 5 especies descritas y de estas, solo 3 aceptadas.

## Taxonomía
El género fue descrito por Carl Georg Oscar Drude y publicado en Die Natürlichen Pflanzenfamilien 3(8): 156. 1898. La especie tipo es: Astrodaucus orientalis (L.) Drude	

## Especies
A continuación se brinda un listado de las especies del género Astrodaucus aceptadas hasta septiembre de 2012, ordenadas alfabéticamente. Para cada una se indica el nombre binomial seguido del autor, abreviado según las convenciones y usos.
- Astrodaucus littoralis (M.Bieb.) Drude
- Astrodaucus orientalis (L.) Drude
- Astrodaucus persicus (Boiss.) Drude